# اللجنة الدائمة للمكتب السياسي للحزب الشيوعي الصيني
اللجنة الدائمة للمكتب السياسي المركزي للحزب الشيوعي الصيني، والمعروفة عادة باسم اللجنة الدائمة للمكتب السياسي، هي لجنة تتكون من القيادة العليا للحزب الشيوعي الصيني. تاريخيا كان يتألف من خمسة إلى أحد عشر عضوا، وحاليا سبعة أعضاء. والغرض من تكليفه الرسمي هو إجراء مناقشات حول السياسة واتخاذ قرارات بشأن القضايا الرئيسية عندما لا يكون المكتب السياسي، وهو هيئة أكبر لصنع القرار، منعقدًا. وفقا لدستور الحزب، يجب أن يكون الأمين العام للجنة المركزية أيضا عضوا في اللجنة الدائمة للمكتب السياسي. 
وفقًا لدستور الحزب، تنتخب اللجنة المركزية للحزب اللجنة الدائمة للمكتب السياسي. في الممارسة العملية، ومع ذلك، هذه ليست سوى شكلي. تطورت الطريقة التي يتم بها تحديد العضوية بمرور الوقت. خلال عصر ماو تسي تونغ، اختار ماو نفسه وطرد الأعضاء، بينما خلال مشاورات عصر دنغ شياو بينغ بين شيوخ الحزب في اللجنة الاستشارية المركزية حددت العضوية. منذ التسعينات، تم تحديد عضوية المكتب السياسي من خلال المداولات واستطلاعات الرأي من قبل الأعضاء الحاليين والمتقاعدين في كل من المكتب السياسي واللجنة الدائمة.  
مسؤول نظريًا عن المكتب السياسي، وهو بدوره مسؤول أمام اللجنة المركزية الأكبر. عمليا، اللجنة الدائمة هي العليا على الهيئات الأم. بالإضافة إلى ذلك، ولأن الصين دولة الحزب الواحد، فإن قرارات اللجنة الدائمة لها في الواقع قوة القانون. وتتم مراقبة عضويتها عن كثب من قبل وسائل الإعلام الوطنية وكذلك المراقبين السياسيين في الخارج. تاريخيًا، اختلف دور PSC وتطوره. خلال الثورة الثقافية، على سبيل المثال، لم يكن لدى PSC قوة تذكر.